# سئارا-میریم
سئارا-میریم (به پرتغالی: Ceará-Mirim) یک منطقهٔ مسکونی در برزیل است که در ریو گرانده شمالی واقع شده‌است. سئارا-میریم ۷۳۹٫۶۸۶ کیلومتر مربع مساحت و ۷۳٬۸۸۶ نفر جمعیت دارد.